# هتشبورگ
هتشبورگ (به آلمانی: Hetschburg) یک شهر در آلمان است که در وایمارر لاند واقع شده‌است. هتشبورگ ۲۴۵ نفر جمعیت دارد.